# Fuego contra fuego (canción)
"Fuego contra fuego" es el título de una canción interpretada por el artista puertorriqueño-estadounidense Ricky Martin, tomado de su álbum debut de estudio homónimo en solitario Ricky Martin (1991). Se lanzó como el sencillo principal del álbum bajo el sello discográfico Sony Discos el 30 de septiembre de 1991. En noviembre del mismo año se lanzó como vídeo musical.
La canción alcanzó el número tres en el Billboard Hot Latin Tracks en Estados Unidos. Encabezó las listas en Uruguay y alcanzó el top diez en México, Ecuador, El Salvador y Panamá. 
En 2001, "Fuego contra fuego" fue regrabado e incluido en el álbum de grandes éxitos de Martin, La historia. En 2008 se incluyó en otro recopilatorio, llamado 17. La nueva versión fue producida por Tommy Torres y coproducida por Daniel López.

## Formatos y listados de canciones
Sencillo latinoamericano de 7 "
1. "Fuego Contra Fuego"
2. "Te Voy a Conquistar"

Sencillo promocional latinoamericano de 7" y 12"
1. "Fuego Contra Fuego" - 4:13

Sencillo promocional brasileño de 12"
1. "Fogo contra Fogo (Fuego Contra Fuego)"

CD sencillo promocional de 2001
1. "Fuego contra fuego" - 4:27

## Listas
| Listas (1991-1992)              | Máxima posición |
| ------------------------------- | --------------- |
| Ecuador (UPI)                   | 9               |
| El Salvador (UPI)               | 2               |
| México (AMPROFON)               | 2               |
| Panamá (UPI)                    | 4               |
| Uruguay (UPI)                   | 1               |
| U.S. Billboard Hot Latin Tracks | 3               |